# Cristiano (político)
Cristiano José Rodrigues de Souza, ou somente Cristiano (Petrópolis, 23 de Março de 1978) é um Contabilista e político Brasileiro. Atualmente reside com sua familia em Duque de Caxias, no bairro de Imbariê.

## Vereador de Duque de Caxias
Foi vereador do município de Duque de Caxias na 15ª Legislatura de 2005 a 2008. Durante seu mandato foi Presidente da Comissão Permanente de Finanças e Orçamento da Câmara Municipal de Duque de Caxias.
ainda desempenhando a vereança, foi candidato a Deputado Federal pelo PT do B em 2006 e obteve 18.917 ficando como 1º Suplente do Deputado Eleito Vinicius Rapozo de Carvalho. em 2009, também ocupou a Secretaria Municipal de Habitação em Duque de Caxias.

## Deputado Federal
Foi Deputado Federal do Estado do Rio de Janeiro, eleito no pleito de 2010 pelo Partido Trabalhista do Brasil - PT do B com 29.176 votos - também presidiu o PT do B em Duque de Caxias, e foi membro da direção estadual do mesmo partido; Diplomado, após o Ministro Marco Aurélio Mello, do Tribunal Superior Eleitoral (TSE) ter deferido uma liminar em mandado de segurança para determinar que o Tribunal Regional Eleitoral do Rio de Janeiro (TRE-RJ) refizesse o cálculo dos votos destinados nas Eleições 2010 à bancada do Partido Trabalhista do Brasil (PT do B) do Rio de Janeiro na Câmara dos Deputados.
Em sua decisão, o ministro destacou que o pedido foi feito em virtude de o PT do B não ter alcançado o quociente eleitoral, calculado em 173.884. Isso se deveu ao fato de que 18 concorrentes ao cargo de deputado federal pela legenda, que obtiveram juntos 18.579 votos, terem tido seus registros de candidatura indeferidos, o que tornaria seus votos nulos. Com o recálculo, o PT do B passou a computar um total de 176.648 votos válidos, elegendo um candidato, o que obteve mais votos pela legenda, justamente Cristiano José Rodrigues de Souza..
A principio foi cogitado que com a decisão do TSE Cristiano ficaria com a vaga do Deputado Federal eleito Jean Wyllys do PSOL, mas após a recontagem Cristiano entrou na vaga do Deputado Federal Paulo Fernando Feijó Torres que até então estava eleito pela cota do Partido da República - PR. Seu mandato durou pouco mais de 6 meses, após reconsideração da decisão, pelo plenário do TSE.
Após o breve mandato, ocupou a titularidade da Secretaria Municipal de Habitação em Magé, e em 2013, desligou-se do PT do B e filiou-se ao PRTB, vindo a concorrer novamente a uma cadeira de deputado federal, mas classificou-se apenas na 2a suplência, com pouco mais de 15 mil votos.